# ジョルジェ・カラジョルジェヴィチ
ジョルジェ・カラジョルジェヴィチ（セルビア語: Ђорђе Карађорђевић, 1887年8月27日 - 1972年10月17日）は、セルビア王太子（1904年 - 1909年）。ユーゴスラビア王アレクサンダル1世の兄。

## 生涯
元セルビア公アレクサンダルの長男ペータルと、その妃のモンテネグロ公女ゾルカの長男としてモンテネグロの首都ツェティニェで生まれたが、幼い頃に母ゾルカが死去したため、父や姉弟と一緒にジェノヴァやロシアを転々とする生活を送った。
ジョルジェがロシアのアレクサンドル2世陸軍士官学校で学んでいた頃の1903年、故国セルビアで宮廷クーデターが起こり、オブレノヴィチ家の国王夫妻が軍の将校たちによって暗殺された。将校たちは新たな国王としてカラジョルジェヴィチ家の家長である父ペータル1世を迎えたため、ジョルジェもこれに伴いセルビア王太子とされた。しかし1909年、ジェルジェは腹を立てて自分の召使を蹴り殺す事件を起こし、王位継承者の地位を弟アレクサンダルに譲ることを余儀なくされた。
ジョルジェは廃嫡後もセルビアに残り、バルカン戦争や第一次世界大戦でもセルビア軍に従軍、1914年には戦場で重傷を負っている。
1921年に父ペータル1世が崩御して弟アレクサンダル1世が即位すると、元来の王位継承者だったジョルジェと国王の対立は深まっていった。1925年、アレクサンダル1世はついに兄を逮捕し、ジョルジェは精神錯乱であるとの宣告を受けてニシュ近郊の精神病院に幽閉された。アレクサンダル1世が1934年に暗殺されると、ジョルジェは新しく摂政となった従弟のパヴレによって解放されるだろうと期待していたが、パヴレは彼を幽閉し続けた。第二次世界大戦が始まり、ユーゴスラビアを占領したドイツ軍によってジョルジェはようやく解放された。
第二次大戦後、共産主義政権の指導者ヨシップ・ブロズ・チトーはカラジョルジェヴィチ王家の者全員を国家の敵と宣言したが、王家の成員の中でジョルジェのみは国内に留まることを許され、ベオグラードに隠棲した。1947年、60歳でラドミラ・ラドミッチ（1907年 - 1993年）と結婚したが、夫妻の間に子供はなかった。

1972年にベオグラードで死去し、トポラのオプレナツにある聖ジョルジェ教会の、セルビア王家の墓所に葬られた。

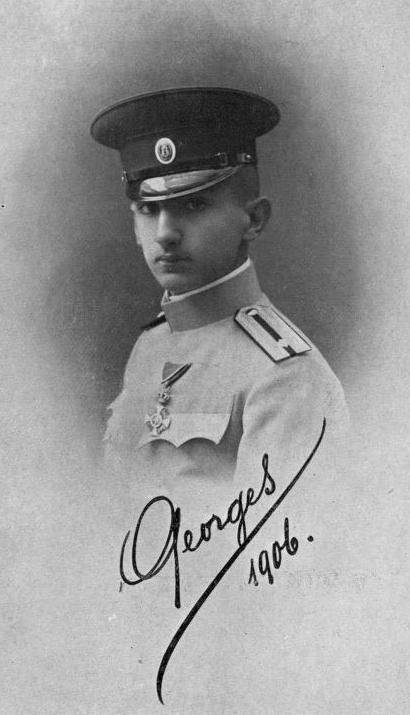
軍服を着用したセルビア王太子ジョルジェとサイン（1906年）
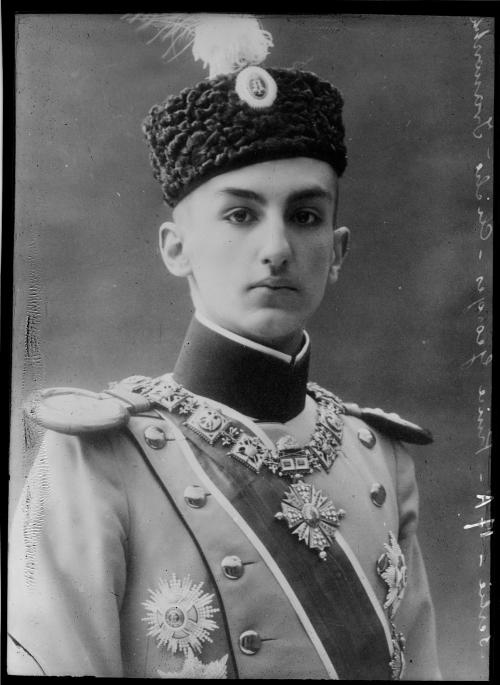
王太子ジョルジェ（1908年）